# Aeroporto Internazionale di Erbil
L'aeroporto Internazionale di Erbil (in curdo فڕۆکه‌خانه‌ی نێوده‌وڵه‌تیی هه‌ولێر‎) è un aeroporto iracheno situato nella città di Erbil, principale centro della Regione del Kurdistan. Dispone di una delle piste d'atterraggio tra le più lunghe al mondo.

## Storia
L'aeroporto è stato costruito all'inizio degli anni '70 come base militare irachena. La pista d'atterraggio è stata utilizzata come base militare fino al 1991 dal regime del partito Ba'th, in seguito all'istituzione da parte del Consiglio di Sicurezza delle Nazioni Unite di una no-fly zone sul nord dell'Iraq. Dopo l'invasione statunitense del 2003, il Governo regionale del Kurdistan ha assunto il controllo amministrativo della regione. Il primo volo commerciale è atterrato il 15 dicembre 2003, ciò nonostante l'aeroporto fu ufficialmente inaugurato solamente il 29 aprile 2005. Il 26 maggio successivo ha ottenuto il codice aeroportuale ICAO. 
Negli anni successivi Erbil è stata uno dei principali centri che hanno beneficiato dell'afflusso di investimenti stranieri. Come conseguenza, a causa della crescente necessità di un accesso sicuro al Paese, il governo regionale ha investito 500 milioni di dollari nella costruzione di un moderno aeroporto situato accanto al vecchio. Nel 2010 il nuovo scalo aeroportuale era ormai ultimato. Il 1º settembre dello stesso anno tutte le operazioni sono trasferite nel nuovo aeroporto, che è stato poi inaugurato il 30 marzo 2011 alla presenza del presidente del Kurdistan iracheno Mas'ud Barzani e del presidente turco Recep Tayyip Erdoğan.
Dal 29 settembre 2017 al 14 marzo 2018, in seguito al referendum sull'indipendenza della Regione del Kurdistan del 2017, tutti i voli commerciali internazionali sono stati sospesi. L'aeroporto è rimasto aperto per i voli nazionali, umanitari, militari e diplomatici.
L'aeroporto è stato bersaglio di numerosi attacchi di droni da parte delle milizie sciite sostenute dall'Iran nel febbraio 2021. Il 15 aprile successivo, un drone che trasportava esplosivi ha preso di mira la sezione militare dell'aeroporto. La sezione ospitava forze guidate dagli Stati Uniti e non sono state segnalate vittime. Il 6 luglio, un altro drone ha preso di mira la stessa sezione dell'aeroporto e si è schiantato vicino all'aeroporto. L'11 settembre, due droni che trasportavano esplosivi non sono riusciti a raggiungere l'aeroporto; uno è stato abbattuto dalla difesa aerea C-RAM e l'altro si è schiantato. Non si sono registrate vittime.